# Awahi wełnisty
Awahi wełnisty (Avahi laniger) – gatunek ssaka naczelnego z rodziny indrisowatych (Indridae).

## Taksonomia
Gatunek po raz pierwszy zgodnie z zasadami nazewnictwa binominalnego opisał w 1788 roku niemiecki przyrodnik Johann Friedrich Gmelin, nadając mu nazwę Lemur laniger. Miejsce typowe według oryginalnego opisu to Madagaskar (łac. habitat in Madagascar), tj. Zatoka Antongila, Betanimena, Madagaskar. Gmelin swój opis oparł na „Maquis à bourres” Pierre’a Sonnerata z 1782 roku.
Autorzy Illustrated Checklist of the Mammals of the World uznają ten takson za gatunek monotypowy.

### Etymologia
- Avahi: malgaska nazwa avahi używana wśród plemienia Betanimena na określenie awahi wełnistego[15].
- laniger: łac. lana „wełna”[16]; -gera „noszenie”, od gerere „nosić, dźwigać”[17].

## Zasięg występowania
Awahi wełnisty występuje w północno-wschodnim i wschodnim Madagaskarze od rzeki Bemarivo na południe do rzek Mangoro/Nesivolo; przed rewizją taksonomiczną przeprowadzoną w XXI wieku uważano, że gatunek ten obejmuje obszar przez prawie całą długość lasów deszczowych wschodniego Madagaskaru, od masywu Ankarana na skrajnej północy do regionu Tôlanaro na skrajnym południu.

## Morfologia

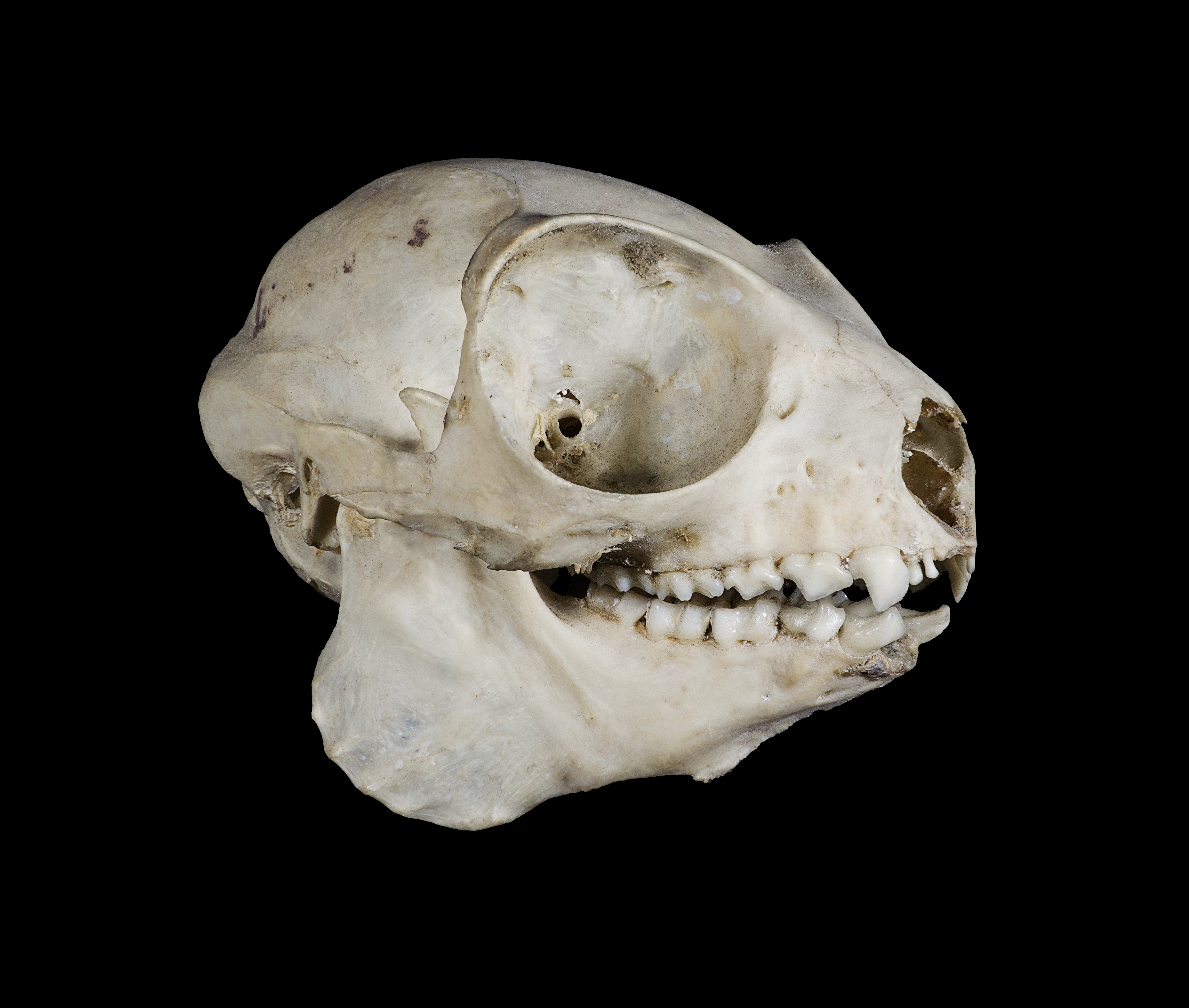
Czaszka

Długość ciała (bez ogona) 27,7–32,2 cm, długość ogona 30,4–36,6 cm; masa ciała 1,1–1,3 kg. Futro ma barwę rudobrązową lub szarobrązową, odcień jest charakterystyczny dla danego osobnika. Ramiona i łapy są białe, ogon pomarańczowy. W odróżnieniu od innych przedstawicieli rodziny sierść tego lemura ma wełnistą strukturę, od której pochodzi jego nazwa. Twarz pokryta krótkimi włosami, uszy małe, schowane w sierści. Oczy duże, pysk krótki. Samce odróżnia od samic nieco większa czaszka i zęby trzonowe.

## Ekologia

### Zachowanie
Awahi wełniste prowadzą nocny, nadrzewny tryb życia. Żyją w stadach rodzinnych na terytorium wynoszącym średnio 1–2 hektary (choć czasami dochodzi do czterech). Żywią się roślinami, głównie młodymi liśćmi, choć jedzą też kwiaty i owoce.

### Rozmnażanie
Awahi wełniste łączą się w pary na całe życie. Okres godowy trwa od marca do maja. Po 135-dniowej ciąży samica rodzi jedno, rzadziej dwa młode, które karmi następnie mlekiem przez pół roku. Młode osiągają dojrzałość w wieku 2 lat.
Przez pierwsze dwa miesiące życia młode podróżują uczepione brzucha matki. W trzecim miesiącu przechodzą na grzbiet, a także zaczynają poruszać się samodzielnie i oddalać od matki. W tym okresie także uczą się, które rośliny nadają się do spożycia. Po sześciu miesiącach lemury uczą się sprawnie poruszać po drzewach, skacząc z gałęzi na gałąź. Po roku mogą już żyć samodzielnie, ale nadal przebywają blisko matki i dopiero po kolejnym roku stają się całkowicie niezależne.

### Relacje z ludźmi
Hodowla awahi wełnistych jest wyjątkowo trudna. Zwierzęta te nigdy nie rozmnażają się w niewoli, a wywiezione z Madagaskaru umierają już po kilku miesiącach. Zwierzęta te są czasami łapane i zjadane przez rodowitych mieszkańców Madagaskaru.

## Status zagrożenia i ochrona
W Czerwonej księdze gatunków zagrożonych Międzynarodowej Unii Ochrony Przyrody i Jej Zasobów został zaliczony do kategorii VU (ang. vulnerable ‘narażony’). Największym zagrożeniem dla niego, jak dla większości fauny Madagaskaru, jest wycinka lasów i degradacja środowiska.